# Gmina Borgholm
Gmina Borgholm (szw. Borgholms kommun) – gmina w Szwecji, w regionie Kalmar, na wyspie Olandia. Siedzibą jej władz jest Borgholm.
Pod względem zaludnienia Borgholm jest 194. gminą w Szwecji. Zamieszkuje ją 11 133 osób, z czego 50,53% to kobiety (5626) i 49,47% to mężczyźni (5507). W gminie zameldowanych jest 196 cudzoziemców. Na każdy kilometr kwadratowy przypada 3,03 mieszkańca. Pod względem wielkości gmina zajmuje 144. miejsce.